# Колистии
Колистии (лат. Colistium) — род лучепёрых рыб из семейства ромбосолеевых. Глаза расположены на правой стороне тела. Жаберные перепонки сросшиеся. Спинной плавник начинается перед глазами на слепой стороне тела на рыле, и тянется до хвостового стебля. Отсутствуют радиалии грудных плавников. Брюшные плавники асимметричные. На глазной стороне брюшной плавник соединяется с анальным плавником. Боковая линия хорошо развита на обеих сторонах тела. Морские донные рыбы. Икринки с многочисленными жировыми каплями. Длина тела от 90 до 91,4 см. Распространены у берегов Новой Зеландии.

## Виды
На апрель 2020 года в род включают 2 вида:
- Colistium guntheri (Hutton, 1873) — Ромбовая колистия, или колистия Гюнтера
- Colistium nudipinnis (Waite, 1911) — Голопёрая колистия